# Basket Falco 2001 Pesaro 2005-2006
La A.S. Basket Falco 2001 Pesaro 2005-2006, sponsorizzata Scavolini Spar, ha preso parte al campionato professionistico italiano di pallacanestro di Serie B d'Eccellenza.

## Verdetti stagionali
- Serie B d'Eccellenza:
  - stagione regolare: 2º posto nel gruppo A su 16 squadre (26-4);
  - playoff: vittoria in finale contro Treviglio.
    - promozione in Legadue.

## Storia
Dopo il fallimento della Victoria Libertas Pesaro il basket pesarese riparte dalla Falco di proprietà della famiglia Vellucci, che fino ad allora rivestiva il ruolo di seconda squadra cittadina. Al vecchio sponsor Spar si affianca lo storico marchio Scavolini, con l'ingresso nella nuova società proprio da parte di Valter Scavolini.
La campagna acquisti estiva vede l'ingaggio di giocatori già protagonisti nella massima serie come Podestà, Morri, Pieri, Li Vecchi, nonché di Carlton Myers. Il capitano è Federico Pieri.
Al termine della stagione regolare Pesaro chiude al 2º posto in classifica, dietro alla Vanoli Soresina.
Durante i playoff la squadra non perde neppure una partita: arriva una doppia vittoria nei quarti di finale contro Ozzano, così come termina 2-0 la serie con Pistoia. In finale l'avversario è Treviglio, ma la Scavolini Spar vince le prime due gare casalinghe per poi chiudere definitivamente i conti sul campo della formazione lombarda. Con questa vittoria, il 2 giugno 2006 la squadra ottiene la promozione in Legadue.

## Roster
| Giocatori |
| --------- |

|    | Naz.              | Ruolo | Sportivo           | Anno | Alt. | Peso |  |
| -- | ----------------- | ----- | ------------------ | ---- | ---- | ---- |  |
| 4  | Italia (bandiera) | PG    | Federico Pieri     | 1970 | 192  | 90   |  |
| 5  | Italia (bandiera) | AC    | Fabrizio Facenda   | 1976 | 200  | 100  |  |
| 6  | Italia (bandiera) | P     | Mauro Morri        | 1977 | 190  | 90   |  |
| 7  | Italia (bandiera) | C     | Ruben Polselli     | 1974 | 207  | 110  |  |
| 8  | Italia (bandiera) | A     | Marco Caprari      | 1976 | 194  | 98   |  |
| 9  | Italia (bandiera) | G     | Jacopo Valentini   | 1986 | 193  | 82   |  |
| 10 | Italia (bandiera) | G     | Carlton Myers      | 1971 | 192  | 90   |  |
| 11 | Italia (bandiera) | P     | Michele Ferri      | 1985 | 191  | 83   |  |
| 14 | Italia (bandiera) | C     | Samuele Podestà    | 1974 | 204  | 104  |  |
| 20 | Italia (bandiera) | A     | Agostino Li Vecchi | 1970 | 204  | 100  |  |

| Staff tecnico             |
| ------------------------- |
| Allenatore: Marco Calvani |